# انظروا للرجل وماري العذراء
انظروا للرجل (المسيح) وماري العذراء هي قطعة فنية تتكون من لوحتين زيتيتين مرسومتين على قطعة من الخشب وعادة ما تُنسب إلى الفنان الهولندي آلبريكت باوتس والتي صٌنعت ما بين عام 1491 وعام 1520 ميلاديًا. كانت هاتان اللوحتان بمثابة اجنحة للوحة تعبٌّدية معلقة، لكن تم فصلهما بعد فترة من الزمن. 
|  |

بالرغم من عدم معرفة تاريخ صنع اللوحتين على وجه التحديد، لكن يُعتقد أن اللوحة المسماة «انظروا للرجل» التي تصور المسيح مربوطًا ومتوجًا بالأشواك قد رٌسمت بعد عام 1491، في حين انه يعتقد ان لوحة مريم العذراء التي تعرضها كسيدة المآسي قد رٌسمت بعد عام 1517. يبلغ حجم كل من اللوحتين 45.5 x 31 سانتيميترًا، إلا ان لوحة مريم العذراء قد يبلغ عرضها أكبر بجزء بسيط أي 31.1 سانتيميترًا. تتواجد اللوحتان حاليًا جنبًا بجنب ضمن مجموعة متحف سيورمونت لودڤيق بمدينة آخين بألمانيا. 
تعرض اللوحتان المسيح ومريم العذراء قبل صَلْب المسيح بدقائق، وتعتبر اللوحة مغروسة بالإحساس الجسدي والمعنوي للمعاناة، حيث تعرض المسيح للجلد وتصور اللوحة ما كان عليه قبل عدة دقائق من إحضاره امام الحشد وصلبه، ووفقًا للتقاليد فقد كانت هذه هي اللحظات التي سبقت تقديم ڤيرونيكا منشفة للمسيح ليمسح بها وجهه وقد ترك ذلك أثرًا على المنشفة التي سُميت من بعدها خِمار ڤيرونيكا. تظهر اللوحة المسيح بأشواك تخترق جسده والدم يسير على وجهه لتظهر معاناته للمشاهد. 
وفقًا للمؤرخ الفني ايليوت دي وايز فإن سرد باوتس لقصة المسيح بمنظر رأسه الذي تم اقتصاصه بشكل درامي يبرز المسيح وجهًا بلا جسد، والذي قريبًا ما سيكون مطبوعًا على المنشفة، وهذا يشابه صِدق معاناة والدة المسيحة باللوحة الظاهرة على يمينه. تُعرف العذراء كسيدة المآسي نظرَا للدموع التي تنهمر على وجهها. 
قام باوتس برسم عدة نسخ من لوحة المسيح خلال فترته العملية، وقام والده ديريك باوتس برسم لوحات زيتية مشابهة على لُوح من البلوط ما بين الأعوام 1470 إلى 1475 ميلاديًا تٌعرف باسم اللوحة المزدوجة للمسيح والعذراء، وتوجد حاليًا بالمعرض الوطني بلندن. تعتبر اللوحة المزدوجة انظروا للرجل (المسيح) وتعد ماري العذراء أكثر لوحة ناجحة من بين جميع اللوحات وورشات العمل التي قدمها آلبريكت. 